# Gold Butte National Monument
Le monument national de Gold Butte (en anglais, Gold Butte National Monument) est un monument national américain désigné comme tel par le président des États-Unis Barack Obama le 28 décembre 2016, le même jour que le Bears Ears National Monument, dans l'Utah. Il protège une zone naturelle de 1 201 km2 dans le Nevada, avec des sites amérindiens et le village fantôme de Gold Butte, situé près de la colline éponyme. Les premiers humains ayant habité la zone se sont établis il y a environ 12 000 ans.

## Description
Le monument national de Gold Butte comble un vide entre la zone de loisirs nationale de Lake Mead et le monument national de Grand Canyon-Parashant, créant ainsi une bande continue de terres conservées et constituant un corridor pour la faune . Les ressources culturelles et naturelles comprennent de l'art rupestre et des formations de grès.
Il est composé de paysages steppiques, désertiques, semi-montagneux, avec de nombreuses formations rocheuses rougeâtres. On y trouve des pétroglyphes amérindiens.
Le monument protège également des sites d'élevage et d'exploitation minière historiques tels que la ville fantôme de Gold Butte, bien qu'il ne reste que des ouvertures minières, des fondations en ciment et quelques pièces d'équipement rouillé. Le monument est géré par le Bureau of Land Management.

## Faune
La faune comprend des espèces des zones désertiques, comme le mouflon bighorn, le puma ou la tortue du désert. 

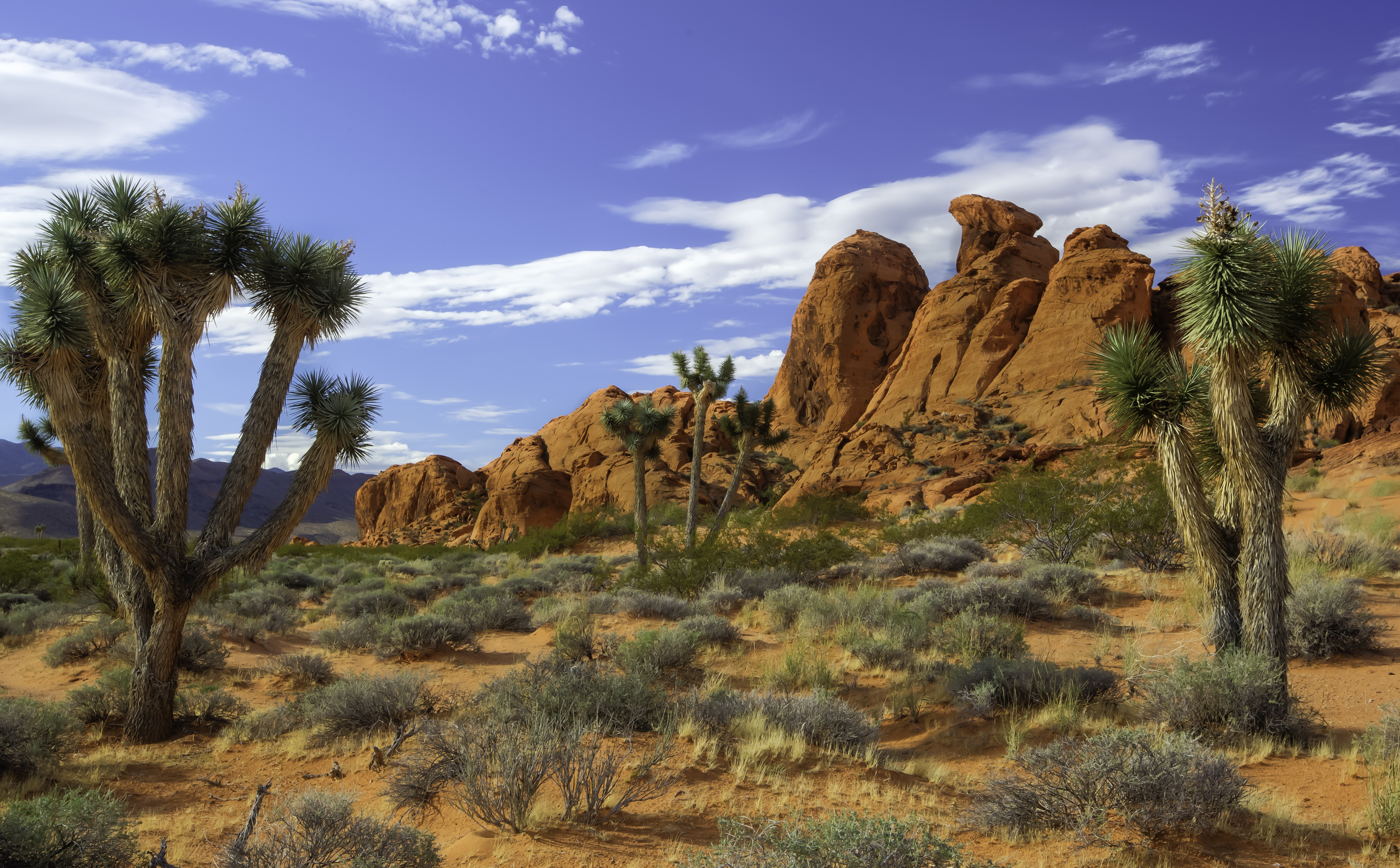
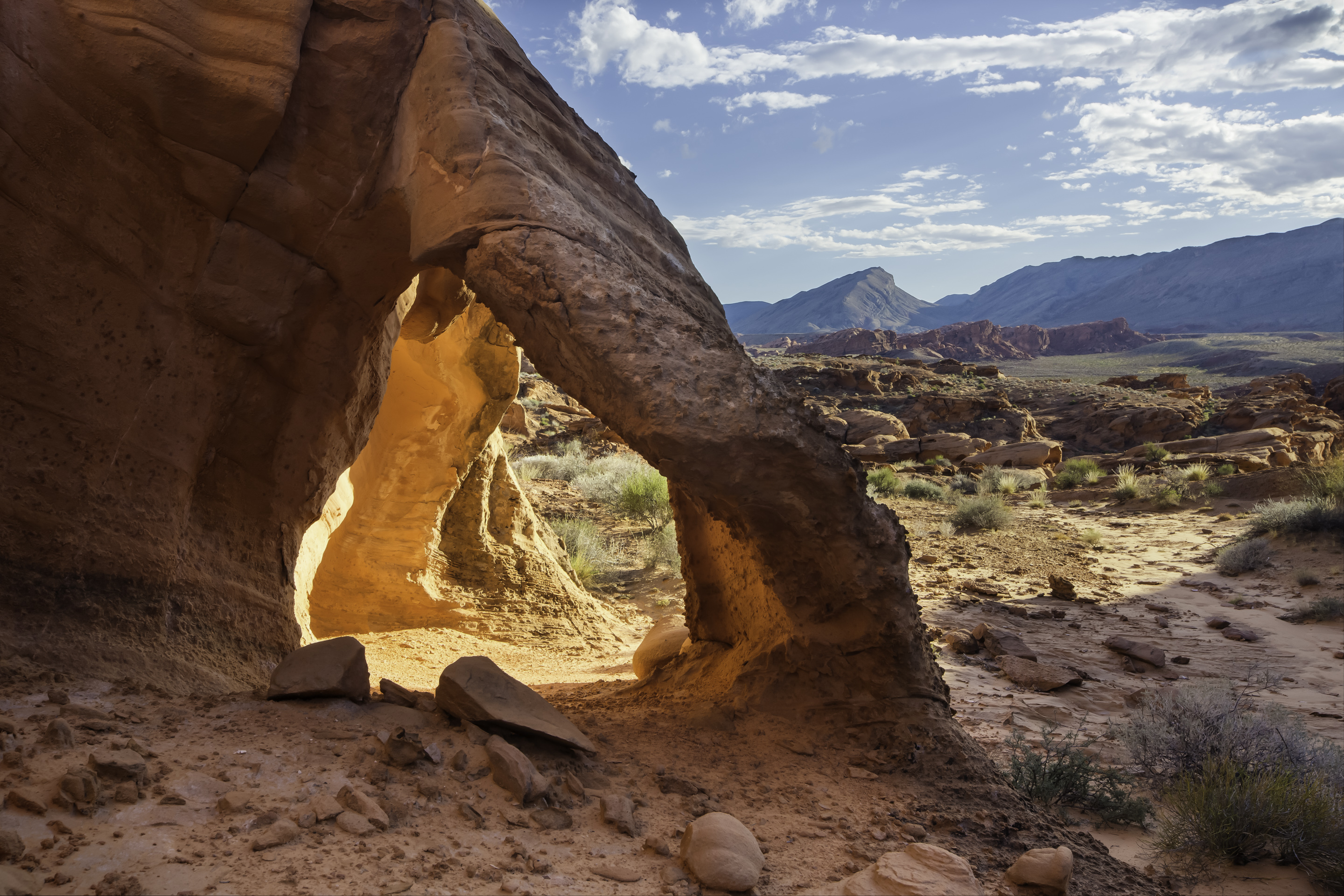
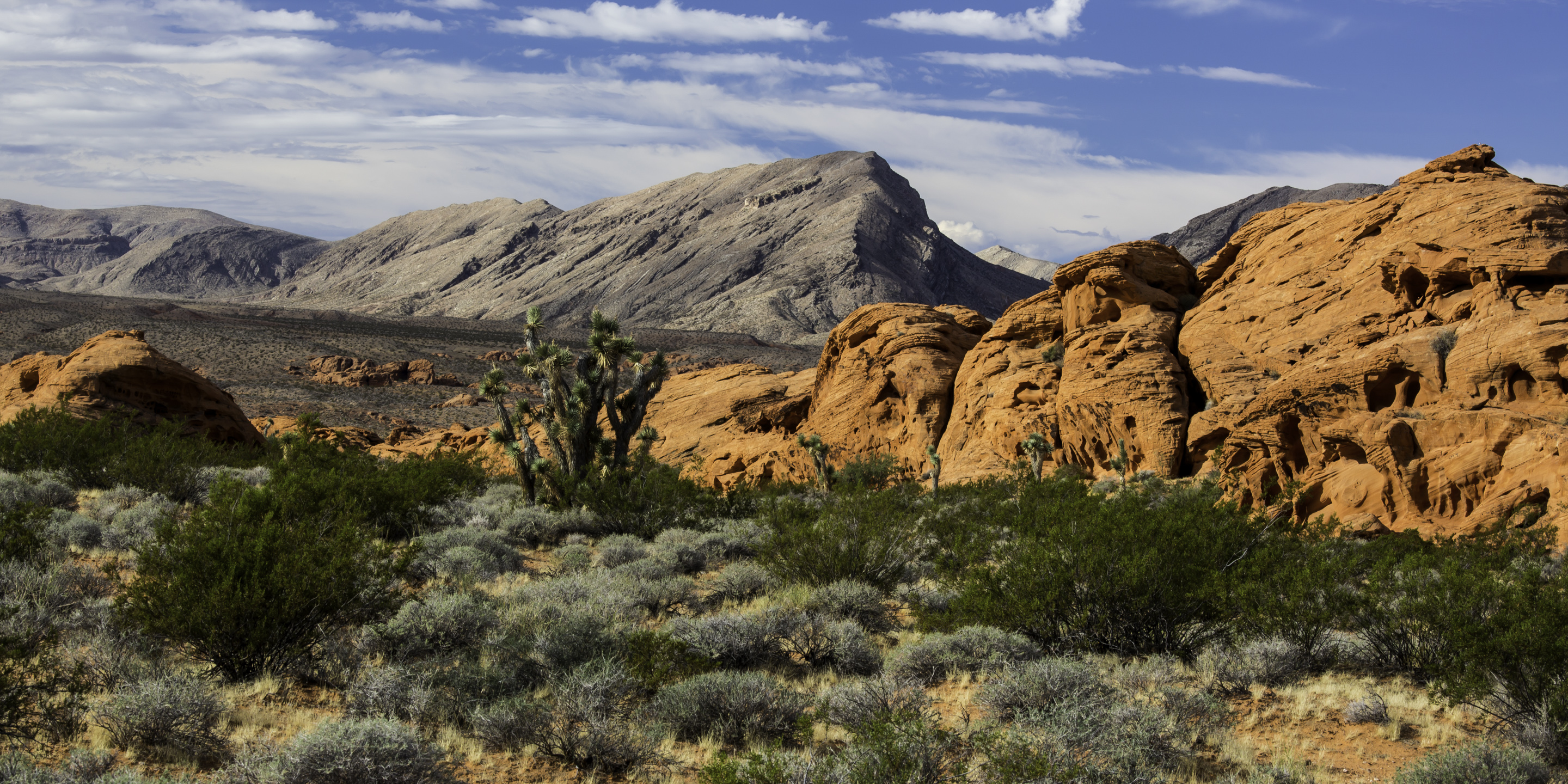
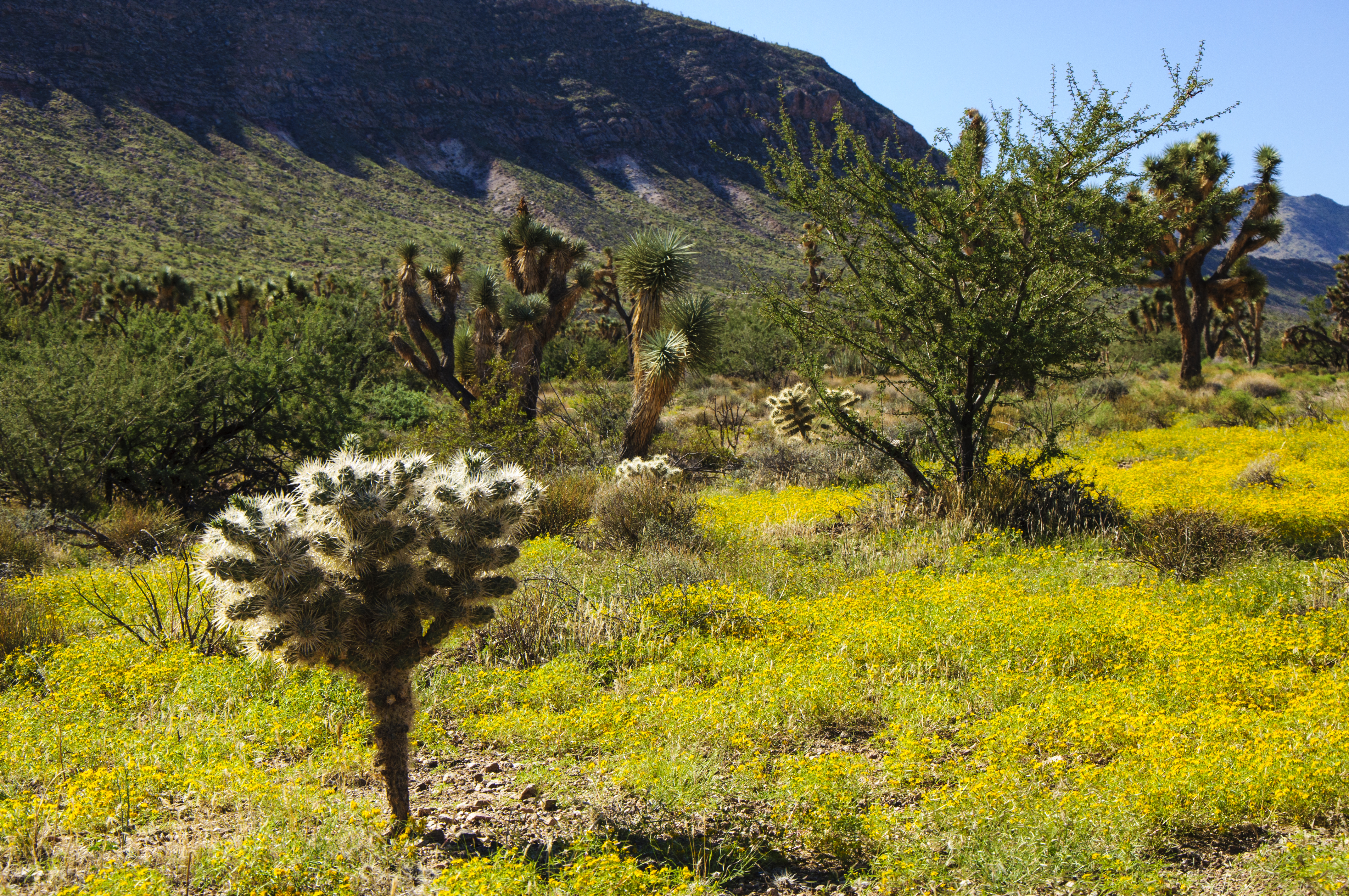
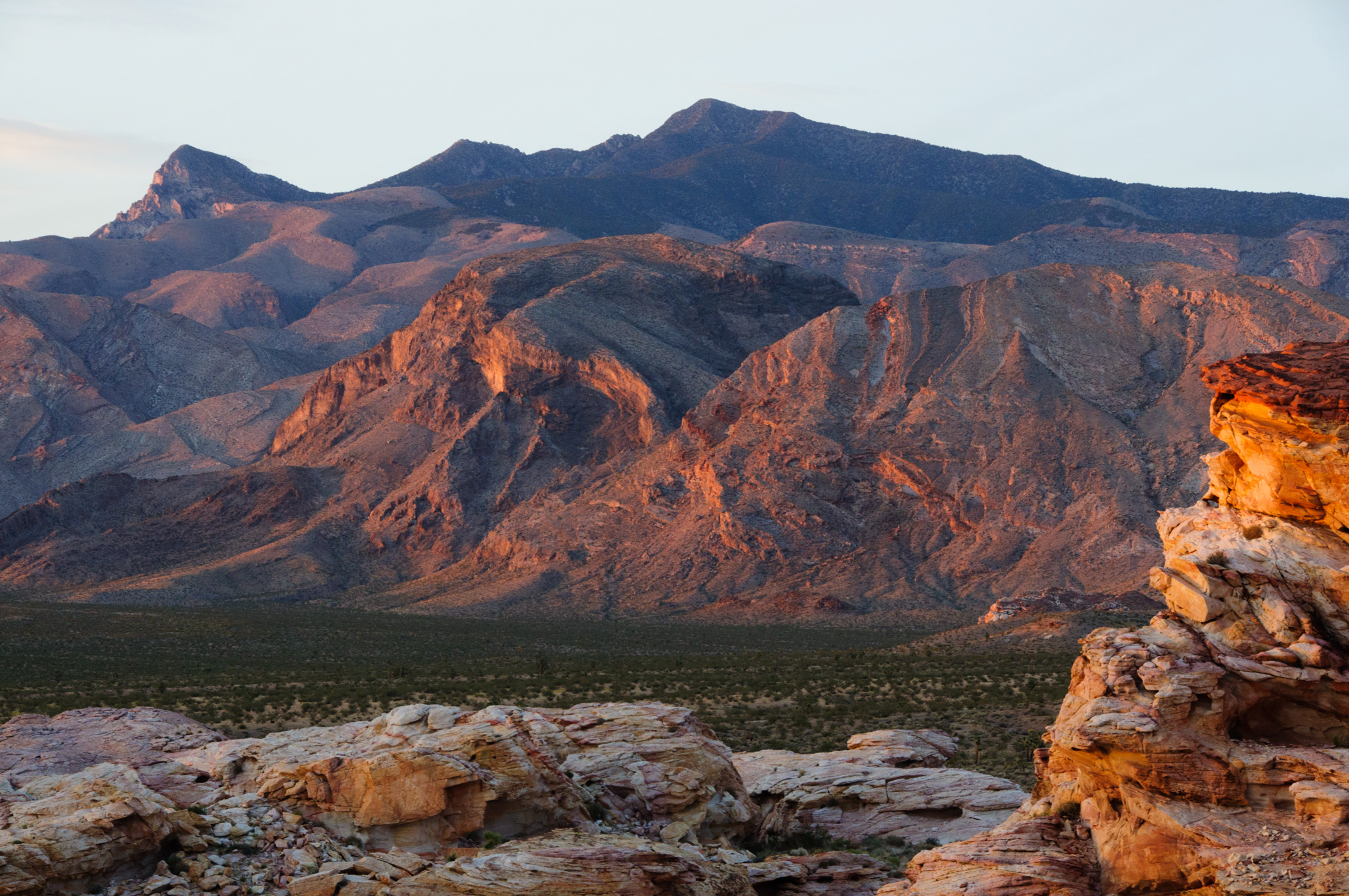
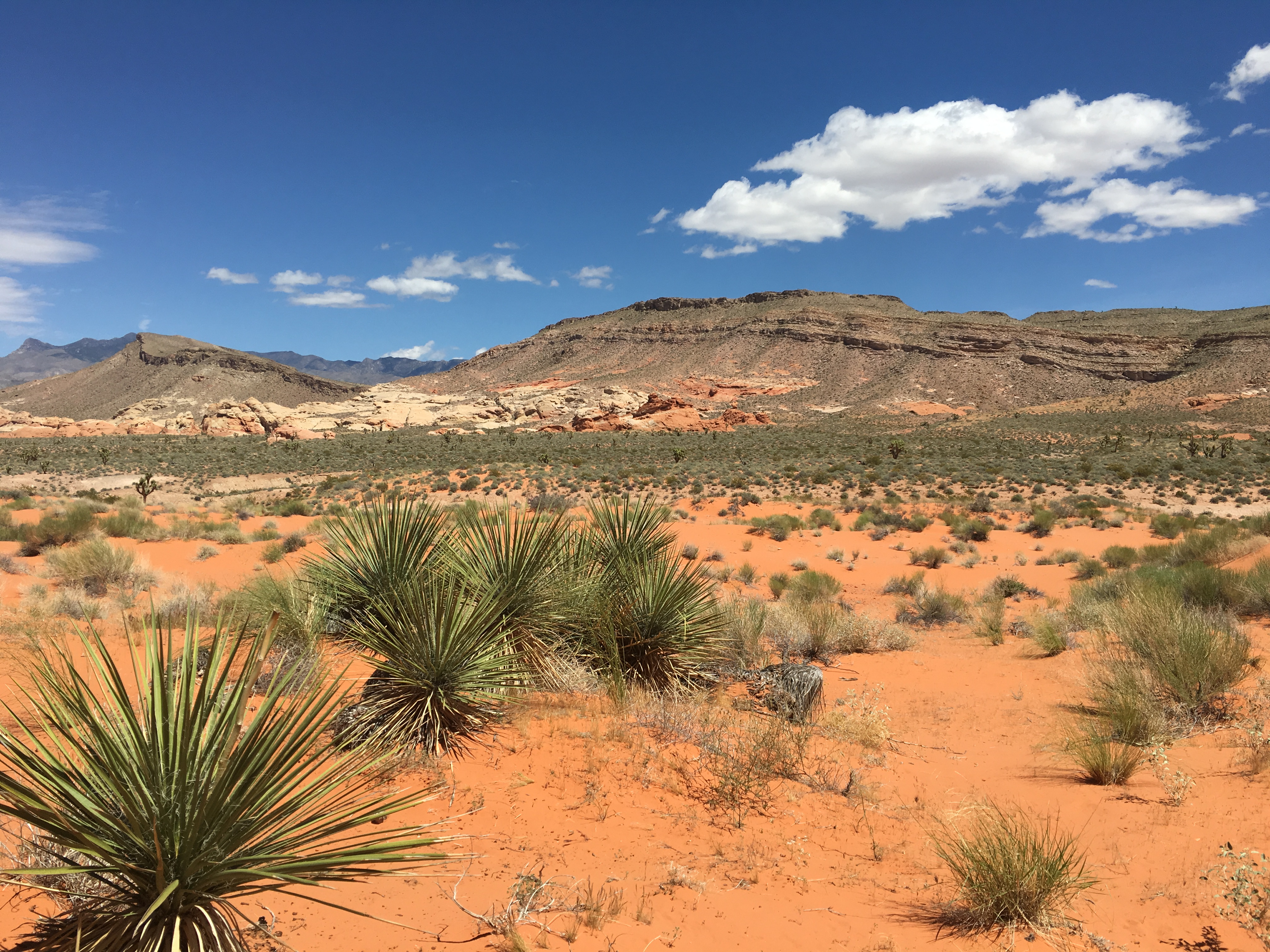